# Batalla de los Cuernos de Hattin
La batalla de los Cuernos de Hattin tuvo lugar el 4 de julio de 1187 entre los estados cruzados del Levante y las fuerzas del sultán ayubí Saladino. Se le conoce así debido a la forma del cercano volcán extinto que lleva ese nombre.
Los ejércitos musulmanes bajo el mando de Saladino capturaron o mataron a la gran mayoría de las fuerzas cruzadas, eliminando su capacidad para hacer la guerra. Como resultado directo de la batalla, los musulmanes volvieron a convertirse en la potencia militar eminente en Tierra Santa, recuperando Jerusalén y la mayoría de las demás ciudades y castillos en poder de los cruzados. Estas derrotas cristianas impulsaron la Tercera cruzada, que comenzó dos años después de la batalla de Hattin.

## Antecedentes
Guido de Lusignan se convirtió en rey de Jerusalén en 1186, en derecho de su esposa, Sibila, después de la muerte de su hijo Balduino V. El Reino de Jerusalén estaba dividido entre la «facción de la corte» de Guido, formada por Sibila y otros recién llegados al reino, como Reinaldo de Châtillon, Gérard de Ridefort y los Caballeros templarios; contra la «facción de los nobles», liderada por Raimundo III de Trípoli, que había sido regente del niño rey Balduino V y se había opuesto a la sucesión de Guido. Raimundo III de Trípoli había apoyado la reivindicación de la media hermana de Sibila, Isabel, y del marido de Isabel, Hunfredo IV de Torón, y llevó a fuertes tensiones entre las dos facciones. La guerra abierta sólo se evitó cuando Hunfredo de Torón juró lealtad a Guido, lo que puso fin a la disputa sucesoria. El cronista musulmán Ali ibn al-Athir afirmó que Raimundo estaba en un «estado de rebelión abierta» contra Guido.
En el contexto de esas divisiones, Saladino se había convertido en visir de Egipto en 1169 y había tomado Damasco en 1174 y Alepo en 1183. Controlaba todos los flancos sur y este de los estados cruzados. Unió a sus súbditos bajo el Islam sunita y los convenció de que libraría una guerra santa para expulsar a los francos cristianos de Jerusalén. Saladino solía concertar treguas estratégicas con los francos cuando necesitaba abordar problemas políticos en el mundo musulmán, y una de esas treguas se firmó en 1185.
Se rumoreaba entre los francos que Raimundo III de Trípoli había llegado a un acuerdo con Saladino según el cual Saladino lo nombraría rey de Jerusalén a cambio de la paz. Ese rumor fue repetido por Ibn al-Athir, aunque no está claro si eso era cierto. Raimundo III se mostró ciertamente reacio a entrar en batalla con Saladino.
En 1187, Reinaldo de Châtillon atacó una caravana musulmana del Hach mientras la tregua con Saladino todavía estaba en vigor. Saladino juró que mataría a Reinaldo por violar la tregua, y envió a su hijo Al-Afdal y al emir Gökböri a atacar las tierras francas que rodeaban Acre. Gérard de Ridefort y los Templarios se enfrentaron a Gökböri en la Batalla de Seforia en mayo de 1187 y sufrieron una dura derrota. Los Templarios perdieron alrededor de 150 caballeros y 300 soldados de infantería, que habían constituido una gran parte del ejército de Jerusalén. Jonathan Phillips afirma que «el daño a la moral franca y la escala de las pérdidas no deben subestimarse como factores que contribuyeron a la derrota en Hattin».
En julio, Saladino sitió Tiberíades, donde estaba atrapada la esposa de Raimundo III, Eschiva de Bures. A pesar de eso, Raimundo argumentó que Guido no debía enfrentarse a Saladino en batalla y que Saladino no podría mantener Tiberíades porque sus tropas no soportarían estar lejos de sus familias durante tanto tiempo. Los Caballeros hospitalarios también le aconsejaron a Guido que no provocara a Saladino.
Sin embargo, Gérard de Ridefort le aconsejó a Guido que avanzara contra Saladino, y Guido siguió su consejo. Norman Housley sugiere que eso se debió a que «las mentes de ambos hombres habían sido tan envenenadas por el conflicto político de 1180-1187 que solo podían ver el consejo de Raimundo como diseñado para traerles la ruina personal» y también porque había gastado las donaciones de Enrique II de Inglaterra en llamar al ejército y era reacio a disolverlo sin una batalla. Esa fue una apuesta arriesgada por parte de Guido, ya que solo había dejado unos pocos caballeros para defender la ciudad de Jerusalén.

## Asedio de Tiberíades
A finales de mayo, Saladino reunió el ejército más grande que jamás había comandado en los Altos del Golán, alrededor de 40 000 hombres, incluidos unos 12 000 de caballería regular. Inspeccionó sus fuerzas en Tell-Ashtara antes de cruzar el río Jordán el 30 de junio. Saladino también había ganado inesperadamente la alianza de la comunidad drusa con sede en Sarahmul liderada por Jamal al-Din Hajji, cuyo padre Karama era un antiguo aliado de Nur al-Din. La ciudad de Sarahmul había sido saqueada por los cruzados en varias ocasiones y, según Jamal al-Din Hajji, los cruzados incluso manipularon a los Asesinos para que mataran a sus tres hermanos mayores. El ejército de Saladino estaba organizado en un centro y dos alas: Gökböri comandaba la izquierda del ejército, el propio Saladino comandaba el centro y su sobrino, Al-Muzaffar Umar (Taki al-Din), la derecha.
El ejército cruzado se concentró en Séforis, una posición bien abastecida y fortificada que anteriormente había servido como punto de concentración en caso de intrusiones musulmanas desde el este. En esta ocasión, la fuerza cruzada estaba formada por unos 18 000-20 000 hombres, incluidos 1 200 caballeros de Jerusalén y Trípoli y 50 de Antioquía. Aunque el ejército era más pequeño que el de Saladino, seguía siendo más numeroso que los que solían reunir los cruzados. El reclutamiento habitual de los que debían servicio feudal se amplió, en esta ocasión de extrema amenaza, para incluir un llamamiento a las armas de todos los hombres físicamente aptos del reino.
Después de reconciliarse, Raimundo y Guido se reunieron en Acre con el grueso del ejército cruzado. Según algunas fuentes europeas, además de los caballeros había un mayor número de caballería ligera, y quizás 10 000 soldados de a pie, complementados por ballesteros de la flota mercante italiana y un gran número de mercenarios (incluidos los turcopolos nativos) contratados con dinero donado al reino por Enrique II de Inglaterra. El estandarte del ejército era la reliquia de la Vera Cruz, llevada por el obispo de Acre, que fue enviado en nombre del enfermo patriarca Heraclio.
Saladino decidió atraer a Guido para que trasladara su ejército de campaña lejos de su campamento fortificado y seguro, situado junto a los manantiales de Séforis (una importante fuente local de agua). Calculó que los cruzados podrían ser derrotados más fácilmente en una batalla campal que sitiando sus fortificaciones. El 2 de julio, Saladino dirigió personalmente un asalto a la fortaleza de Raimundo en Tiberíades, mientras que el principal ejército musulmán permaneció en Kafr Sabt. La guarnición de Tiberíades intentó sobornar a Saladino para que dejara el castillo en paz, pero él se negó, declarando más tarde que «cuando la gente se dio cuenta de que tenían un oponente al que no se podía engañar y que no se contentaría con un tributo, temieron que la guerra los devorara y pidieron cuartel ... pero el sirviente dio a la espada el dominio sobre ellos». En un día, una de las torres de la fortaleza fue escarbada y se derrumbó. Las tropas de Saladino asaltaron la brecha, matando a algunos de los defensores y tomando prisioneros. La esposa de Raimundo, Eschiva de Bures, se mantuvo junto a las tropas francas supervivientes en la ciudadela.
Cuando las tropas musulmanas empezaron a construir un segundo túnel para atacar la ciudadela el 3 de julio, Saladino recibió noticias de que Guido estaba moviendo al ejército franco hacia el este. Los cruzados habían mordido el anzuelo. La decisión de Guido de abandonar Séforis fue el resultado de un consejo de guerra cruzado celebrado la noche del 2 de julio. Los registros de esta reunión están sesgados debido a las disputas personales entre los francos, pero parece que Raimundo argumentó que una marcha desde Acre a Tiberíades era exactamente lo que Saladino quería, mientras que Séforis era una posición fuerte para que los cruzados defendieran. Raimundo también afirmó que Guido no debería preocuparse por Tiberíades, que Raimundo poseía personalmente y estaba dispuesto a ceder por la seguridad del reino. En respuesta a este argumento, y a pesar de su reconciliación (la política interna de la corte seguía siendo tensa), Raimundo fue acusado de cobardía por Gérard y Reinaldo. Esto llevó a Guido a decidir lanzar un contraataque inmediato contra Saladino en Tiberíades.

## Batalla

Movimiento de tropas hacia la batalla (Reino cruzado de Jerusalén en rojo y musulmanes en verde).

El 3 de julio, el ejército franco partió hacia Tiberíades, acosado constantemente por los arqueros musulmanes. Pasaron por los manantiales de Turán, que eran totalmente insuficientes para abastecer de agua al ejército. A mediodía, Raimundo de Trípoli decidió que el ejército no llegaría a Tiberíades al anochecer, y él y Guido acordaron cambiar el rumbo de la marcha y virar a la izquierda en dirección a los manantiales de Kafr Hattin, a sólo 9,7 km de distancia. Desde allí podrían marchar hacia Tiberíades al día siguiente. Los musulmanes se situaron entre el ejército franco y el agua, de modo que los francos se vieron obligados a acampar durante la noche en la árida meseta cercana al pueblo de Meskana. Los musulmanes rodearon el campamento tan de cerca que «ni un gato podría haber escapado». Según Ibn al-Athir, los francos estaban «abatidos, atormentados por la sed», mientras que los hombres de Saladino estaban jubilosos ante la expectativa de su victoria.
Durante toda la noche, los musulmanes desmoralizaron aún más a los cruzados rezando, cantando, tocando tambores, mostrando símbolos y entonando cánticos. Prendieron fuego a la hierba seca, lo que hizo que las gargantas de los cruzados se secasen aún más. Los cruzados estaban sedientos, desmoralizados y exhaustos. El ejército musulmán, en cambio, hizo que una caravana de camellos trajera odres de agua desde el lago Tiberíades (hoy conocido como el mar de Galilea).

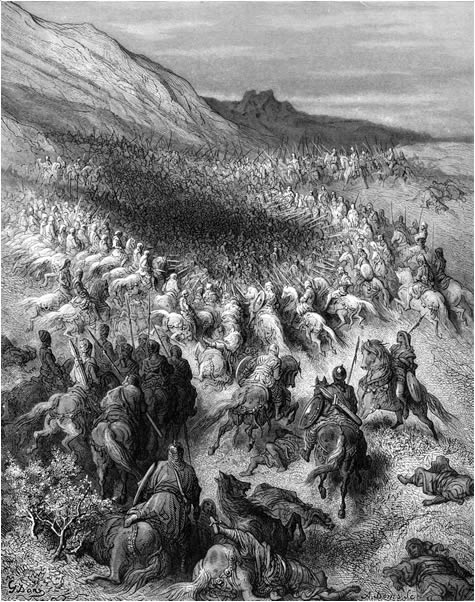
Batalla de los Cuernos de Hattin (Gustave Doré).

En la mañana del 4 de julio, los cruzados quedaron cegados por el humo de los incendios provocados por las fuerzas de Saladino. Los francos fueron atacados por los arqueros montados musulmanes de la división comandada por Gökböri, que había sido reabastecida con 400 cargas de flechas que habían sido traídas durante la noche. Gérard y Reinaldo aconsejaron a Guido que formara líneas de batalla y atacara, lo que hizo el hermano de Guido, Amalrico. Raimundo dirigió la primera división con Raimundo de Antioquía, hijo de Bohemundo III de Antioquía, mientras que Balian y Joscelino III de Edesa formaron la retaguardia.
Sedientos y desmoralizados, los cruzados levantaron el campamento y cambiaron de dirección hacia los manantiales de Hattin, pero su aproximación irregular fue atacada por el ejército de Saladino, que bloqueó la ruta hacia adelante y cualquier posible retirada. El conde Raimundo lanzó dos cargas en un intento de abrirse paso hacia el suministro de agua en el lago Tiberíades. La segunda carga le permitió llegar al lago y dirigirse a Tiro.
Después de que Raimundo escapara, la posición de Guido era ahora aún más desesperada. La mayor parte de la infantería cristiana había desertado efectivamente huyendo en masa hacia los Cuernos de Hattin, donde ya no tomaron parte en la batalla. Abrumados por la sed y las heridas, muchos de los soldados de Guido murieron en el lugar sin resistencia, mientras que el resto fue tomado prisionero. Su situación era tal que cinco de los caballeros de Raimundo fueron con los líderes musulmanes para rogarles que los mataran “misericordiosamente”. Guido intentó montar las tiendas de nuevo para bloquear a la caballería musulmana. Los caballeros cristianos y los sargentos montados estaban desorganizados, pero seguían luchando.
Ahora los cruzados estaban rodeados y, a pesar de tres cargas desesperadas contra la posición de Saladino, fueron dispersados y derrotados. Un relato de un testigo ocular de esto lo da el hijo de 17 años de Saladino, al-Afdal. El cronista musulmán Ibn al-Athir lo cita:

Cuando el rey de los francos [Guido] estaba en la colina con sus hombres, lanzaron una carga formidable contra los musulmanes que se les enfrentaban, de modo que los hicieron retroceder hacia mi padre [Saladino]. Miré hacia él y estaba abrumado por el dolor y su tez pálida. Se agarró la barba y avanzó, gritando: «¡Desmentid al diablo!» Los musulmanes se reagruparon, volvieron a la lucha y subieron la colina. Cuando vi que los francos se retiraban, perseguidos por los musulmanes, grité de alegría: «¡Los hemos derrotado!» Pero los francos se reagruparon y cargaron de nuevo como la primera vez y obligaron a los musulmanes a retroceder hacia mi padre. Actuó como lo había hecho en la primera ocasión y los musulmanes se volvieron contra los francos y los hicieron retroceder hacia la colina. Volví a gritar: «¡Los hemos derrotado!», pero mi padre se volvió hacia mí y dijo: «¡Cállate! No los habremos derrotado hasta que esa tienda [la de Guido] caiga». Mientras me hablaba, la tienda cayó. El sultán desmontó, se postró en agradecimiento a Dios Todopoderoso y lloró de alegría.

## Rendición de los cruzados
Entre los prisioneros que cayeron tras la batalla se encontraban Guido, su hermano Amalarico II, Reinaldo de Châtillon, Guillermo V de Montferrato, Gérard de Ridefort, Hunfredo IV de Torón, Hugo de Jabala, Plivain de Pisa, Hugo de Gibelet y otros barones del Reino de Jerusalén.
Guido de Lusignan y Reinaldo de Châtillon fueron llevados a la tienda de Saladino. Saladino le ofreció agua a Guido, lo que en la cultura musulmana era una señal de que el prisionero sería perdonado, pero Guido no lo sabía. Guido le pasó la copa a Reinaldo, pero Saladino se la quitó de las manos y dijo: «No le pedí a este malvado hombre que bebiera, y no salvaría su vida haciéndolo». Luego acusó a Reinaldo de romper la tregua.
Algunos informes, como el de Baha al-Din, afirman que el propio Saladino ejecutó a Reinaldo de un solo golpe de su espada. Otros cuentan que Saladino golpeó a Reinaldo como señal a sus guardaespaldas para que lo decapitaran. Guido supuso que también sería decapitado, pero Saladino le aseguró que «un rey no mata a otro rey».

## Consecuencias

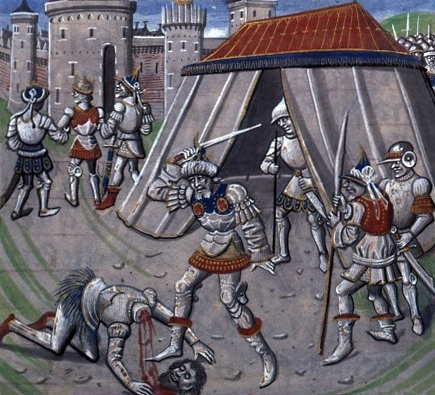
Interpretación artística de la ejecución de Reinaldo de Châtillon. Los prisioneros capturados de bajo rango fueron decapitados o esclavizados por los musulmanes.

### Pérdidas de los cruzados
La Vera Cruz fue colocada boca abajo en una lanza y enviada a Damasco.
El rey cruzado, Guido de Lusignan, fue llevado a Damasco como prisionero y se le concedió la libertad en 1188, mientras que por los otros nobles cautivos se pagó un rescate y fueron liberados.
Después de ejecutar a Reinaldo de Châtillon, Saladino ordenó que los otros barones cautivos fueran perdonados y tratados humanamente. Los 200 caballeros templarios y hospitalarios hechos prisioneros fueron ejecutados por orden de Saladino, con la excepción del Gran Maestre del Temple. Las ejecuciones fueron por decapitación. Se dice que San Nicasio, un caballero hospitalario venerado más tarde como mártir católico romano, fue una de las víctimas. Imad al-Din, el secretario de Saladino, escribió:

Saladino ordenó que los decapitaran, prefiriendo que estuvieran muertos en lugar de en prisión. Con él había un grupo entero de eruditos y sufíes y un cierto número de hombres devotos y ascetas; cada uno suplicó que se le permitiera matar a uno de ellos, sacaron sus espadas y se arremangaron. Saladino, con su rostro alegre, estaba sentado en su estrado; los incrédulos mostraban una negra desesperación.

Los turcopolos capturados (arqueros montados reclutados localmente y empleados por los estados cruzados) también fueron ejecutados por orden de Saladino. Aunque los prisioneros afirmaban ser cristianos por herencia, Saladino creía que los turcopolos eran cristianos conversos del Islam, que se castigaba con la muerte según la forma de jurisprudencia islámica seguida por el estado ayubí. Los historiadores modernos han corroborado la creencia de Saladino de que los turcopolos en las guerras cruzado-ayubíes fueron reclutados en su mayoría entre los turcos y árabes conversos.
El resto de los caballeros y soldados capturados fueron vendidos como esclavos, y se dice que uno fue comprado en Damasco a cambio de unas sandalias. Los barones francos de alto rango capturados fueron retenidos en Damasco y tratados bien. Algunos de los hombres de Saladino abandonaron el ejército después de la batalla, llevándose consigo prisioneros francos de menor rango como esclavos.

### Caída del Reino de Jerusalén
El domingo 5 de julio, Saladino marchó los diez kilómetros que separaban a Tiberíades y la condesa Eschiva entregó la ciudadela de la fortaleza. Se le permitió partir hacia Trípoli con toda su familia, seguidores y posesiones. Raimundo de Trípoli, que había escapado de la batalla, murió de pleuresía más tarde en 1187.
Al desplegar un ejército de veinte mil hombres, los cruzados habían reducido las guarniciones de sus castillos y asentamientos fortificados. La dura derrota en Hattin significó que había pocas reservas con las que defenderse de las fuerzas de Saladino. Solo unos doscientos caballeros escaparon de la batalla. La importancia de la derrota se demuestra por el hecho de que, después de ella, cincuenta y dos ciudades y fortificaciones fueron capturadas por las fuerzas de Saladino. A mediados de septiembre, Saladino había tomado Acre, Nablus, Jaffa, Torón, Sidón, Beirut y Ascalón. Tiro se salvó gracias a la llegada de Conrado de Montferrato, lo que dio lugar a que Saladino fuera rechazado en el asedio de Tiro con grandes pérdidas. Jerusalén fue defendida por la reina Sibila, el patriarca latino Heraclio de Jerusalén y Balian, que posteriormente negoció su rendición a Saladino el 2 de octubre.

### Importancia en la historia de las cruzadas

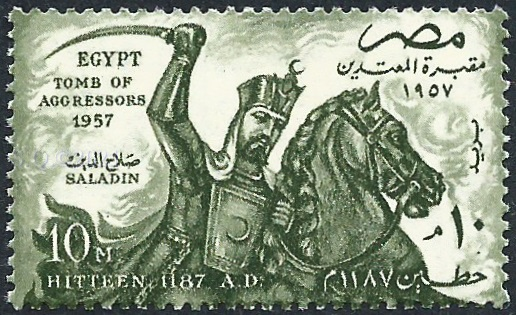
Sello de Egipto, emisión de 1957, “tumba de los agresores: Saladino y la batalla de Hattin”.

Según el cronista Ernoul, la noticia de la derrota llevada a Roma por Joscio, arzobispo de Tiro, hizo que el papa Urbano III muriera de un shock. El sucesor de Urbano, el papa Gregorio VIII, emitió la bula Audita tremendi convocando a una nueva cruzada a los pocos días de su elección. En Inglaterra y Francia, se promulgó el diezmo de Saladino para recaudar fondos para la nueva cruzada. La Tercera cruzada subsiguiente no se puso en marcha hasta 1189, pero fue una operación militar muy exitosa a través de la cual se recuperaron muchas posesiones cristianas. No obstante, el control cristiano sobre los territorios en Tierra Santa siguió siendo vulnerable durante décadas hasta la batalla de La Forbie de 1244, 57 años después de la batalla de Hattin, que marcó el colapso final del poder militar de los cruzados en ultramar.

## Otras lecturas
- Baldwin, M. W. (1936), Raymond III of Tripolis and the Fall of Jerusalem (1140–1187), Princeton: Princeton University Press.
- Brundage, James A. (1962), «De Expugnatione Terrae Sanctae per Saladinum», The Crusades: A Documentary Survey, Milwaukee: Marquette University Press.
- Delcourt, Thierry, ed. (2009), Sébastien Mamerot, Les Passages d'Outremer. A chronicle of the Crusades, Cologne: Taschen, p. 145, ISBN 978-3-8365-0555-0.
- Edbury, Peter W. (1996), The Conquest of Jerusalem and the Third Crusade: Sources in Translation, Aldershot: Ashgate, ISBN 1-84014-676-1.
- Gillingham, John (1999), Richard I, Yale English Monarchs, New Haven: Yale University Press, ISBN 0-300-07912-5.
- Holt, P. M. (1986), The Age of the Crusades: The Near East from the Eleventh Century to 1517, New York: Longman, ISBN 0-582-49302-1.
- Hosler, John (2018). The Siege of Acre, 1189–1191: Saladin, Richard the Lionheart, and the Battle that Decided the Third Crusade. Yale University Press. ISBN 978-0-30021-550-2.
- Lyons, M. C.; Jackson, D. E. P. (1982), Saladin: The Politics of the Holy War, New York: Cambridge University Press, ISBN 0-521-22358-X, (requiere registro).
- Nicholson, R. L. (1973), Joscelyn III and the Fall of the Crusader States, 1134–1199, Leiden: Brill, ISBN 90-04-03676-8.
- Phillips, Jonathan (2002), The Crusades 1095–1187, New York: Longman, ISBN 0-582-32822-5.
- Reston Jr., James (2001), Warriors of God: Richard the Lionheart and Saladin in the Third Crusade, New York: Anchor Books, ISBN 0-385-49562-5, (requiere registro).
- Setton, Kenneth, ed. (1958), A History of the Crusades, vol. I, Philadelphia: University of Pennsylvania Press.